# 302P/Lemmon-PANSTARRS
302P/Lemmon-PANSTARRS è una cometa periodica appartenente alla famiglia delle comete gioviane. La cometa presenta un'unica particolarità, una piccola MOID col pianeta Giove: attualmente la MOID è di 0,133 au, ma in futuro si ridurrà notevolmente tanto da permetterle il 16 giugno 2167 di passare a sole 0,0629 au (9 410 000 km) da Giove.
La cometa ha avuto una scoperta complessa: osservata per la prima volta il 13 settembre 2007 dal programma di ricerca astronomica Mount Lemmon Survey fu ritenuta un asteroide e come tale denominata 2007 RJ236; fu riscoperta accidentalmente il 29 aprile 2014 come cometa dal programma di ricerca astronomica Pan-STARRS: nella comunicazione ufficiale della scoperta, che riporta la denominazione P/2014 K2 Lemmon-PANSTARRS, sono incluse anche posizioni di prescoperta risalenti fino al 16 agosto 2007, relative al precedente passaggio al perielio.